# 2008년 상하이 국제 영화제
제11회 상하이 국제 영화제는 2008년 6월 14일에 열린 시상식이다.

## 수상 및 후보

### 심사위원대상
- 올드 피시 - 고군서 수상

### 진주에상 작품상
- Mukha - 블라디미르 코트 수상

### 진주에상 감독상
- 로스 - 마리스 마르틴손스 수상

### 진주에상 여우주연상
- 바클라브 - 에밀리아 바사료바 수상

### 진주에상 남우주연상
- 올드 피시 - 마국위 수상

### 진주에상 각본상
- 바클라브 - 마렉 앱스타인 수상

### 진주에상 촬영상
- 내 어머니의 눈물 - 플로리안 쉴링 수상

### 진주에상 음악상
- 로스 - Andrius Mamontovas 수상

### 진주에상
- 라리사 - 미샤 레빈스키
- 우리 생애 최고의 순간 - 임순례
- 총독 - 로베르토 파엔자
- 프리미어로 가는 8일 - 페르투 레파
- 내 어머니의 눈물 - 알레한드로 카르데나스-A.
- 츠키지 어시장 3대손 - 마츠하라 신고
- 론다 - 이네스 브라운
- Mukha - 블라디미르 코트
- 로스 - 마리스 마르틴손스
- 플러스 1 - 옥사나 비흐코바
- 사랑을 부르는, 파리 - 세드릭 클라피쉬
- 세컨-핸드 웨딩 - 폴 머피
- 장조 - 차오루 하쓰
- 올드 피시 - 고군서
- 여성의 음모 - 바실리스 바페아스
- 10 센트 - 세자르 페르난도 데 올리베이라

### 아시아신인상
- 강납매타 - 대위
- 사랑의 18 그램 - 유광한
- 곤 쇼핑 - 리 린 위
- 6호 출구 - 린유쉰
- 케이 도로 - 하야시 카즈야
- 물 좀 주소 - 홍현기
- 오프 로드 - 한승룡
- 구강풍 - 임서우
- 귀가 크면 복이 있다 - 장 멍
- 카그베니 - 부산 다할

### 아시아신인작품상
- 구월풍 - 임서우 수상

### 아시아신인감독상
- 물 좀 주소 - 홍현기 수상

### 아시아신인심사위원상
- 귀가 크면 복이 있다 - 장 멍 수상

### 국제영화 파노라마
- 호반의 여인 - 안드레아 몰라이올리
- PAGRATION - 그레그리 조르조스
- 로프의 반대쪽 - 시오야 토시
- 베이커 - 가레스 루이스
- 빛의 속도 - 안드레아 파피니
- 피아노, 솔로 - 리카르도 밀라니
- 조용한 혼돈 - 안토니오 루이지 그리말디
- 로프의 반대쪽 - 풀비오 베르나스코니
- L'ABBUFFATA - 미모 칼로프레스티
- 나이트 버스 - 다비데 마렌고
- 백 개의 못 - 에르마노 올미
- 그것에 대해 생각하지 마 - 지아니 자나시
- 참새들의 합창 - 마지드 마지디
- 파이터 - 나타샤 아르디
- 왓 노 원 노우 - 소렌 크락-야콥슨
- 투어리스츠 - 로버트 탈헤임
- 블라인드 스팟 - 톰 젠커
- 맞수 - 얀 보니
- 단지 유령일 뿐 - 마르틴 집켄스
- 런어웨이 호스 - 라이너 카우프만
- 북풍 - 베티나 오벌리
- 젊은 여자 - 안드레아 슈타카
- 파팅 숏 - 잔느 왈츠
- 튼튼한 어깨 - 위르실라 메이에
- PLAY - 게오르그 쒸제벨
- 패밀리 룰스 - 마르크 메예르
- TBS - 피터 쿠이퍼스
- 블라인드 - 타마르 반 덴 도프
- 보포트 - 요세프 세다르
- 유 알 엔젤 - 침동
- 이츠 하드 투 비 나이스 - 세르잔 불레티치
- 엔드 오브 이어 - 왕정
- 몽키 퍼즐 - 마크 포스트만
- 다크 스트리트 - 레이첼 사뮤엘스
- 모친적안정 - 최아려
- PROPER EYES - 릴리아나 파올리넬
- 드림 팀 - 당단
- 홈커밍 - 바실리스 듀블리스
- 디 아더 하프 - 롤랜도 콜라
- 키사라기 미키짱 - 사토 유이치
- 살인의 기억 - 발타자르 코루마쿠르
- 봉황 - 금침
- 대전영 2.0 - 량개사과적황당사 - 아감
- 콰이어트 룸에 어서 오세요 - 마츠오 스즈키
- 다크 스피리츠 - 허크 케플러
- 귀 없는 토끼 - 틸 슈바이거
- 리시와 폭군 황제 - 미카엘 헤르비그
- 트레이드 - 마르코 크레즈페인트너
- 봄의 멜로디 - 마틴 월즈
- 리틀 파리 - 미리암 드네
- 아적가가안소천 - 사가량
- 액시던트 - 라치드 퍼치우
- 쇼트 웨이브 - 시모네 카타니아
- 골든 스레드 - 디에고 산치드리안
- 머드보이 - 호르헤 알고라
- 하프 브레이크다운 - 블라도 피셔
- M - 이명세
- 행복 - 허진호
- BEM VIGIADO - 산티아고 델라페
- 더 트릭 - 다비데 발비
- 무무지년 - 유군일
- ABOVE THE CLOUDS - 리카르도 스테파니 외 1명
- 서양 마녀는 죽었다 - 나가사키 슌이치
- 자학의 시 - 츠츠미 유키히코
- 미래예상도 - 초노 히로시
- 두 얼굴의 여친 - 이석훈
- THE LAST HEADWOMAN - 진 첸 외 2명
- 채표야풍광 - 공응념
- 십칠 - 희성
- 8월에 - 안드레스 바리엔토스 외 1명
- BIRD'S NEST - 닝 징우
- 코끼리의 등 - 이사카 사토시
- 렛 잇 라이드 - 자크 루소
- Retrato De Mujer Blanca Con Navaja - 카를로스 시체로
- 츠키지 어시장 3대손 - 마츠하라 신고
- RECYCLING - 머랫 페이
- 레오 - 요제프 파레스
- 서태후 - 이한상
- 자마 - 장철
- 강산미인 - 이한상
- 신독비도 - 장철
- 정귀하처 - 진일봉
- 대취협 - 호금전
- 소림삼십육방 - 유가량
- 호동리적광 - 안전군
- 팔월일일 - 송업명
- 지원자 - 반안자
- 론다 - 이네스 브라운
- 미인와적왕사 - 마회뢰
- 은형적시방 - 풍진지
- 타문적선 - 오조운
- 차생차애 - 화소강
- 다크사이드 - 호세 코랄
- 브리치 - 빌리 레이
- 킬로메트로 31 - 리고베르토 카스타네다
- 하트 오브 어 드래곤 - 마이클 프렌치
- SHADOW OVER THE SUN - Rachel Douglas
- Desierto Sur - 숀 게리
- 게오르그 - 페터 심
- 허밍 - 박대영
- 시상선생 - 교량
- 로드 투 엠파이어 - 마이클 사이베이
- 대주소병 - 후량
- 기다리다 미쳐 - 류승진
- 힘과 명성 - 마크 마혼
- 컵케이크 - 숀 맥필립스
- 윈드 오브 샌드 - A. 보딘 사피르
- 메모리 스틸러스 - 야마기시 켄타로
- 아이스 밤 - 올리버 잔
- 드래곤 헌터스 - 기욤 이베르넬 외 1명
- 눈부신 날에 - 박광수
- 여인선 - 강력
- 양개인적교실 - 동령
- 선인장 - 자스민 유엔 캐러칸
- 엄마 - 야마다 요지
- 아적좌수 - 진국성
- 코텍스 - 니콜라 부크리에프
- 베니싱 포인트 - 로랑 드 바틸라트
- 적정적초소 - 장력
- 남쪽의 술탄 - 알레한드로 로자노
- 낫 바이 찬스 - 필립 바신스키
- 삼바의 시인, 노엘 - 리카르도 반 스틴
- 할람 포 - 데이빗 맥킨지
- 그레고리의 여자 - 빌 포사이스
- 테일 52 - 알렉시스 알렉시우
- 트릭스 - 안드레이 야키모프스키
- 로잉 포 스프링 - 사에구사 켄키
- 거울을 통해 어렴풋이 - 잉그마르 베르히만
- 제7의 봉인 - 잉그마르 베르히만
- 산딸기 - 잉그마르 베르히만
- 마술사 - 잉그마르 베르히만
- 한여름 밤의 미소 - 잉그마르 베르히만
- 처녀의 샘 - 잉그마르 베르히만
- 침묵 - 잉그마르 베르히만
- 외침과 속삭임 - 잉그마르 베르히만
- 가을 소나타 - 잉그마르 베르히만
- 페르소나 - 잉그마르 베르히만
- 아말 - 리치 메타
- 아웃소시드 - 존 제프코트
- 몰리에르 - 로랑 티라르
- 도화선 - 엽위신
- 고 차이나 - Sining ZHENG
- 카페 이소베 - 요시다 케이스케
- 데이즈 인 비트윈 - 롤라 란들
- 앵도 - 장 지아베이
- 마석산십용사 - 장신무
- 축몽 2008 - 고균
- 황시 - 로저 스포티스우드
- 제3개인 - 청 어
- 데어 윌 비 블러드 - 폴 토마스 앤더슨
- 마법에 걸린 사랑 - 케빈 리마
- 가라, 아이야, 가라 - 벤 애플렉
- 게임 플랜 - 앤디 픽맨
- 텅빈 도시 - 마리아 조아오 간가
- 마이 뉴 파트너 - 김종현
- 나이트 - 로렌스 존스턴
- 역의 로망 - 끌로드 를르슈
- 카라멜 - 나딘 라바키
- 안나 M. - 미쉘 스피노사
- 행복의 향기 - 미하라 미츠히로
- 쓰리 - 다리엘라 루드로
- 아매적낙언 - 정흑
- 어나더 러브 스토리 - 루시아 무라트
- 시티 오브 맨 - 파울로 모렐리
- PK.COM.CN - 씨아오 지앙
- 트러스 비 톨드 - 잉 티옹 테오
- 881 - 로이스톤 탄
- 노인을 위한 나라는 없다 - 조엘 코엔 외 1명
- 꿀벌 대소동 - 스티브 히크너
- 클로버필드 - 맷 리브스
- 하트브레이크 키드 - 피터 패럴리
- 링 - 아나이스 바르보 라발레트
- 서바이빙 마이 마더 - 에밀 고드리얼트
- 스톤 엔젤 - 카리 스코글랜드
- 이모션 아리스메틱 - 파올로 바즈먼
- 희망 - 베르나르 에몽
- 겨울 이야기(영어판) - 프란시스-앤 솔로몬
- 무지의 시대 - 데니 아르캉
- 풀 서클 - 마이클 제퍼
- 러브 컴스 레이틀리 - 잔 슐티
- 산타 메사 - 론 모라레스
- 나쁜 버릇 - 시몬 브로스
- 어 퓨 심슨 위쉬스 - 딘 목하마디노브
- 콜로라도 애브뉴 - 클라에스 올슨
- EXPECTION·DREAM·CHILDREN - Xiaoming DING
- 리버사이드 - 해롤드 트롬페테로
- 구아 - 장기
- 데이 인 어 라이프 - 니콜라스 데넨스
- 아파소나타 - 미르코 에치기-감사리
- 겁한구원 - 공생
- 골든 에이지 - 세자르 카푸르
- 괴물 - 봉준호
- 밀양 - 이창동